# باريس (أسطورة)
باريس هو ابن الملك بريام وشقيق الأمير هيكتور. عرف أيضًا باسم «أليكساندر» ويقال أنه كان رائع الجمال وأجمل أولاد بريام كلهم.

## باريس وطروادة
يعتقد أن باريس هو المتسبب بحرب طروادة وحصارها الذي دام لعشرة سنوات كما أنه المتسبب بدمارها وذلك لأنه قام بخطف هيلين ملكة أسبرطة، وزوجة مينلاوس شقيق أجاممنون بن أتريوس. مما أدى لقيام تحالف بين أمراء الإغريق الذين حاولو جميعا كسب ودها قبل أن تختار مينلاوس، فحقدوا على باريس وأعلنو حلفا ضد طروادة بحجة الانتقام لشرف مينلاوس بتحريض من أجاممنون الذي وجد في الحادثة فرصة لبسط سيطرته على طروادة والاستيلاء على ثرواتها.
أثناء اجتياح طروادة صوب باريس سهمه نحو وتر قدم آخيل انتقاما لقتله أخيه هيكتور فمزقه ثم أجهز عليه وتركه آية. حيث يستعمل لفظ وتر آخيل في الثقافة والآداب الأوروبية للكناية عن نقطة الضعف في الشخص المعين، فإذا ضرب أو قطع وتر آخيل، فقد أصيب ذلك الشخص في أضعف نقطة من جسده.

## باريس في الميثولوجيا اليونانية
في إلياذة هوميروس وبعض الأساطير الأخرى، تنبأت العرافات لملك طروادة بريام بأنه سيولد له ابن يكون سببًا في دمار طروادة، ويولد هذا الابن الذي يُسمى «باريس» فيأمر أبوه أحد خدمه بالتخلص منه، ويتركه هذا الأخير ليموت فوق جبل إيدا حيث يعثر عليه راعي أغنام ويربيه لينشأ راعيًا للأغنام.
و في جبل أوليمبوس تكون الآلهة الإثني عشر مختلفين متناحرين لأسباب متعددة، ويزيد الخلاف فيما بينهم بسبب غنى طروادة. ثم تأتي حادثة التفاحة حيث ألقت الإلاهة إريس بينهم تفاحة ذهبية كتب عليها «للأجمل» فنشبت مشادة بين الربات الثلاث هيرا وأفروديت وآثينا، حيث رأت كل منهن نفسها أنها الأجمل، واتفقن على الاحتكام إلى أول غريب يرينه، وقد كان الراعي الشاب باريس، فسردن عليه أمرهن وطلبن إليه أن يحكم بينهن بإعطاء التفاحة للأجمل منهن، وأغرته هيرا بالسلطة إن هو وهبها إياها، وآثينا بالحكمة والمجد، وقالت له أفروديت ربة الجمال أنها ستهبه أجمل نساء الأرض، ففضلها عليهن وأعطاها التفاحة ليغضب بذلك الربتين الأخرى ين.
حققت أفروديت وعدها لباريس، فأخذته إلى طروادة من جديد، وقدمته إلى أهله الذين ابتهجوا بعودته أميرًا بينهم بعد فوزه في مسابقة رياضية، ولم تفلح نبوءات أخته كاساندرا في ثنيهم عن عزمهم قبوله بينهم من جديد، لأن الإله أبولو أحبها ذات مرة فلما صدته وهبها البصيرة وحرمها من أن يصدقها أحد، فظل الجميع يتعاملون معها على أنها مجنونة.
عاد باريس أميرًا ولما تزل أفروديت تدين بوعدها له، ولتفك دينها أرسلته إلى أسبرطة حيث استقبله ملكها مينلاوس بكل كرم، فاستغل غيبة مينلاوس وأغوى زوجته هيلين التي فاقت كل نساء الدنيا جمالًا، وجاءها كل ملوك الإغريق خاطبين، فاختارت منهم مينلاوس ملك أسبرطة وطلب أبوها منهم جميعًا أن يقسموا على حماية شرفها. وهرب باريس بها إلى طروادة، فثار الإغريق لشرفهم، بينما لم يستطع الطرواديون تسليمها.
قامت أفروديت بحمايته أثناء مبارزته مع مينلاوس بأن أخفته من أمامه وأعادته إلى طروادة، كما ساعدته بقتل آخيل بأن قادت سهمه إلى كعب آخيل ولكن باريس نفسه قتل في نهاية حياته بسهم على يد فيلوكتاتيس.